# Постоянные Ламе
Постоя́нные Ламе́, упругие постоянные Ламе, коэффициенты Ламе, константы Ламе, модули упругости Ламе (названные в честь французского математика Габриэля Ламе) — материальные константы, характеристики упругих деформаций изотропных твёрдых тел, принадлежащие к множеству модулей упругости.
В линейной теории упругости закон Гука выражает линейную зависимость между тензором деформации ε и тензором напряжений σ в упругой среде:
{\displaystyle \sigma =\lambda \;\mathrm {Tr} (\varepsilon )I+2\mu \varepsilon .}
Здесь λ называется первым коэффициентом Ламе, а μ — вторым коэффициентом Ламе или модулем сдвига.

## Определение через энергию
Энергия упругой деформации является квадратичной формой тензора деформации. Из тензора второго ранга можно составить две разные симметричные скалярные комбинации второй степени. Такими скалярами являются {\displaystyle \left(\sum _{i}\varepsilon _{ii}\right)^{2}} и {\displaystyle \sum _{i,k}\varepsilon _{ik}^{2}}.
Вклад упругих деформаций в свободную энергию, таким образом, является линейной комбинацией этих двух скаляров с коэффициентами, которые называются параметрами Ламе.
{\displaystyle F={\frac {\lambda }{2}}\left(\sum _{i}\varepsilon _{ii}\right)^{2}+\mu \sum _{i,k}\varepsilon _{ik}^{2}}.

## Связь с другими модулями упругости
Параметр Ламе μ совпадает с модулем сдвига.
Модуль всестороннего сжатия К выражается через параметры Ламе следующим образом:
{\displaystyle K=\lambda +{\frac {2}{3}}\mu }
Через модуль Юнга E и коэффициент Пуассона ν параметры Ламе выражаются следующим образом:
{\displaystyle \lambda ={\frac {\nu E}{(1+\nu )(1-2\nu )}}}
{\displaystyle \mu ={\frac {E}{2(1+\nu )}}}